# Scorodophloeus zenkeri
Scorodophloeus zenkeri, der Knoblauchbaum, ist ein Baum in der Familie der Hülsenfrüchtler aus der Unterfamilie der Johannisbrotgewächse aus dem zentralen bis nordwestlichen Zentralafrika.

## Beschreibung
Scorodophloeus zenkeri wächst als immergrüner Baum bis zu 40 Meter hoch. Der Stammdurchmesser erreicht bis über 1 Meter. Es sind Wurzelanläufe ausgebildet. Die bräunlich-graue, leicht raue Borke ist im Alter schuppig. Der Baum riecht stark nach Knoblauch.
Die wechselständigen und kurz gestielten Laubblätter sind wechselnd paarig gefiedert mit bis zu 20 Blättchen. Die Blätter sind mit Blattstiel bis etwa 10 Zentimeter lang. Die sitzenden bis fast sitzenden und ganzrandigen, stumpfen bis abgerundeten oder gestutzten, länglichen bis rhombischen, exzentrischen Blättchen sind bis 5,5 Zentimeter lang und unterseits leicht, fein behaart. Die Mittelader der Blättchen läuft quer über die Spreite. Die Nebenblätter sind abfallend.
Es werden end- oder achselständige kurze, dichte und behaarte Trauben gebildet. Die duftenden, kleinen, zwittrigen und kurz gestielten Blüten sind weiß mit doppelter Blütenhülle. Es sind zwei kleine Tragblätter vorhanden. Es sind 4 kleine, schmal-eiförmige und zurückgelegte Kelchblätter am schmalen, behaarten Blütenbecher vorhanden. Die 5 Kronblätter sind schmal verkehrt-eiförmig, bewimpert und bis 11 Millimeter lang. Es sind 10 lange, vorstehende, freie, fädige Staubblätter und ein mittelständiger, seitlich im Blütenbecher stehender, behaarter, einkammeriger, kurz gestielter Fruchtknoten mit langem, schlanken Griffel ausgebildet.
Es werden bis 14 Zentimeter lange, flache und bespitzte Hülsenfrüchte gebildet, die sich mit verdrehenden Fruchtklappen öffnen. Die flachen, eiförmigen bis rundlichen, feinrunzligen und braunen, glänzenden Samen sind bis 2 Zentimeter groß.

## Verwendung

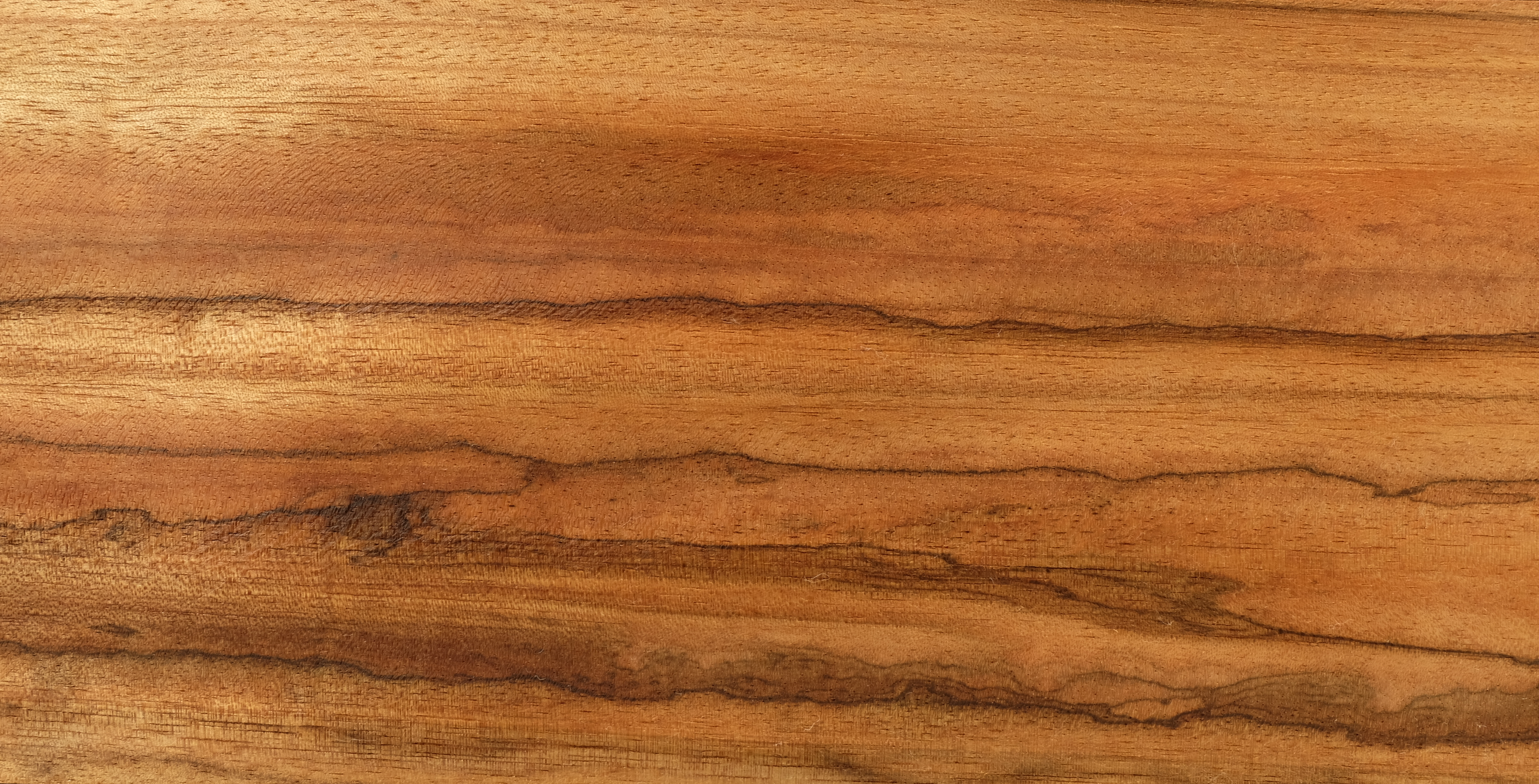
Ofili

Das Holz, Stinkholz, ist schwer und recht beständig mit Knoblauchduft. Es ist bekannt als Ofili, Dividia, es wird meist nur lokal verwendet.
Die Rinde (Knoblauchrinde), Samen und Blätter mit starkem Knoblaucharoma werden als Gewürz verwendet.

## Taxonomie
Scorodophloeus zenkeri wurde 1901 von Hermann August Theodor Harms in Botanische Jahrbücher für Systematik, Pflanzengeschichte und Pflanzengeographie Band 30, Teil 1, Seite 78 erstbeschrieben. Die Artbezeichnung ehrt den Entdecker Georg August Zenker, der die Art im Jahr 1900 in Kamerun entdeckte.